# Saint-Hugues
Saint-Hugues es un municipio de la provincia de Quebec, Canadá. Está ubicado en el condado regional de Les Maskoutains y a su vez, en la región administrativa de Montérégie. Hace parte de las circunscripciones electorales de Saint-Hyacinthe a nivel provincial y de Saint-Hyacinthe−Bagot a nivel federal.

## Geografía
Saint-Hugues se encuentra ubicada en las coordenadas 45°48′00″N 72°52′00″O / 45.80000, -72.86667. Según Statistics Canada, tiene una superficie total de 83,84 km² y es una de las 1134 localidades en las que está dividido administrativamente el territorio de la provincia de Quebec.

## Demografía
Según el censo de 2011, había 1292 personas residiendo en este municipio con una densidad poblacional de 15,4 hab./km². Los datos del censo mostraron que de las 1310 personas censadas en 2006, en 2011 hubo una disminución poblacional de 18 habitantes (-1,4%). El número total de inmuebles particulares resultó de 536 con una densidad de 6,39 inmuebles por km². El número total de viviendas particulares que se encontraban ocupadas por residentes habituales fue de 508.